# Aeroportul Moro
Aeroportul Moro (IATA: MXH, ICAO: AYMR) este un aeroport din Southern Highlands Province⁠(d), Papua Noua Guinee.
Situat la o altitudine de 835 m, aeroportul dispune de o singură pistă.